# Zwemmen op de Paralympische Zomerspelen 1972
De IVe Paralympische Spelen werden in 1972 gehouden in Heidelberg, West-Duitsland. Zwemmen was een van de 10 sporten die in 1972 op het programma stonden. De Nederlandse mannen wonnen 3 gouden, 1 zilveren en 1 bronzen medaille. De Nederlandse vrouwen wonnen 10 gouden, 7 zilveren en 4 bronzen medailles.

## Evenementen
Er stonden bij het Zwemmen 58 evenementen op het programma. Waarvan 29 voor de mannen en 29 voor de vrouwen.
Er stonden er dit jaar 2 nieuwe afstanden op het programma, De 100 meter rugslag en de 3x100 m  Wisselslag.
- 25 m Rugslag
- 50 m Rugslag
- 100 m Rugslag

- 25 m Schoolslag
- 50 m Schoolslag
- 100 m Schoolslag

- 25 m Vrije Slag
- 50 m Vrije Slag
- 100 m Vrije Slag

- 3x25 m Wisselslag
- 3x50 m Wisselslag

- 3x100 m Wisselslag

## Mannen
| Rank | Land             | Tijd     |
| ---- | ---------------- | -------- |
| 1    | Israël           | 2:21.312 |
| 2    | Polen            | 2:22.448 |
| 3    | Verenigde Staten | 2:34.779 |

| Rank | Land        | Tijd     |
| ---- | ----------- | -------- |
| 1    | Polen       | 4:20.995 |
| 2    | Zuid-Afrika | 4:27.011 |
| 3    | Zweden      | 4:40.169 |

### 3x25 m  Wisselslag
| Klasse | Snelste tijd | land | Goud               | land | Zilver       | land | Brons         |
| ------ | ------------ | ---- | ------------------ | ---- | ------------ | ---- | ------------- |
| 2      | 1:42.3       | CAN  | Wasnock            | AUS  | Eric Boulter |      |               |
| 3      | 1:24.1       | ISR  | Finkelstein        | FRG  | Olbrich      | GBR  | W. Thornton   |
| 4      | 1:10.6       | RHO  | Andrew James Scott | ESP  | B. de Five   | RSA  | M. Vanderriet |

### 3x50 m  Wisselslag
| Klasse | Snelste tijd | land | Goud               | land | Zilver      | land | Brons    |
| ------ | ------------ | ---- | ------------------ | ---- | ----------- | ---- | -------- |
| 5      | 2:16.708     | POL  | Ryszard Machowczyk | ISR  | Arieh Rubin | AUS  | Morrison |
| 6      | 2:15.763     | NED  | Harry Lamberts     | RSA  | Alcock      | SWE  | Nilsson  |

### 25 m  Rugslag
| Klasse | Snelste tijd | land | Goud           | land | Zilver         | land | Brons          |
| ------ | ------------ | ---- | -------------- | ---- | -------------- | ---- | -------------- |
| 1A     | 40.6         | GBR  | A. West        | FIN  | Matti Launonen | FRG  | Hans Lubbering |
| 1B     | 26.9         | FRA  | Daniel Jeannin | USA  | Robert Ockvirk | JAM  | Patrick Reid   |
| 2      | 25.4         | AUS  | Eric Boulter   | NED  | Gerrit Pomp    | FIN  | Liuska         |

### 50 m  Rugslag
| Klasse | Snelste tijd | land | Goud              | land | Zilver             | land | Brons      |
| ------ | ------------ | ---- | ----------------- | ---- | ------------------ | ---- | ---------- |
| 3      | 48.883       | ISR  | Finkelstein       | POL  | Andrzej Seremak    | GBR  | Bates      |
| 4      | 41.509       | POL  | Stanislaw Mosurek | RHO  | Andrew James Scott | ISR  | Moshe Levy |

### 100 m  Rugslag
| Klasse | Snelste tijd | land | Goud               | land | Zilver  | land | Brons         |
| ------ | ------------ | ---- | ------------------ | ---- | ------- | ---- | ------------- |
| 5      | 1:19.109     | POL  | Ryszard Machowczyk | RSA  | Bosch   | RHO  | Kevin English |
| 6      | 1:19.179     | SWE  | Nilsson            | ESP  | Benitez | GBR  | Simpson       |

### 25 m Schoolslag
| Klasse | Snelste tijd | land | Goud         | land | Zilver         | land | Brons        |
| ------ | ------------ | ---- | ------------ | ---- | -------------- | ---- | ------------ |
| 1A     | 1:10.4       | FRA  | Raffin       | GBR  | A. West        |      |              |
| 1B     | 32.9         | JAM  | Patrick Reid | USA  | Robert Ockvirk | USA  | R. Rosenbaum |
| 2      | 25.5         | GBR  | D. Ellis     | FIN  | Linska         | NED  | Gerrit Pomp  |

### 50 m  Schoolslag
| Klasse | Snelste tijd | land | Goud            | land | Zilver          | land | Brons              |
| ------ | ------------ | ---- | --------------- | ---- | --------------- | ---- | ------------------ |
| 3      | 54.109       | POL  | Andrzej Seremak | GBR  | W. Thornton     | USA  | Griggs             |
| 4      | 46.637       | RSA  | M. Vanderriet   | NOR  | Harald Gunnerup | RHO  | Andrew James Scott |

### 100 m  Schoolslag
| Klasse | Snelste tijd | land | Goud               | land | Zilver             | land | Brons       |
| ------ | ------------ | ---- | ------------------ | ---- | ------------------ | ---- | ----------- |
| 5      | 1:43.204     | POL  | Ryszard Machowczyk | POL  | Mieczyslaw Sobczak | ISR  | Arieh Rubin |
| 6      | 1:42.579     | NED  | Harry Lamberts     | POL  | Zenon Sokol        | GBR  | Simpson     |

### 25 m Vrije Slag
| Klasse | Snelste tijd | land | Goud           | land | Zilver         | land | Brons         |
| ------ | ------------ | ---- | -------------- | ---- | -------------- | ---- | ------------- |
| 1A     | 1:55.7       | FRA  | Raffin         | GBR  | A. West        |      |               |
| 1B     | 27.3         | FRA  | Daniel Jeannin | USA  | Robert Ockvirk | RHO  | David Holland |
| 2      | 21.0         | KEN  | Britton        | FRA  | M. Benamar     | CAN  | Couchee       |

### 50 m  Vrije Slag
| Klasse | Snelste tijd | land | Goud          | land | Zilver          | land | Brons   |
| ------ | ------------ | ---- | ------------- | ---- | --------------- | ---- | ------- |
| 3      | 38.191       | IND  | Petkar        | POL  | Andrzej Seremak | FRG  | Olbrich |
| 4      | 35.354       | RSA  | M. Vanderriet | ESP  | B. de Five      | USA  | Foust   |

### 100 m  Vrije Slag
| Klasse | Snelste tijd | land | Goud           | land | Zilver             | land | Brons       |
| ------ | ------------ | ---- | -------------- | ---- | ------------------ | ---- | ----------- |
| 5      | 1:12.663     | RSA  | Bosch          | POL  | Mieczyslaw Sobczak | ISR  | Arieh Rubin |
| 6      | 1:12.875     | NED  | Harry Lamberts | ESP  | Benitez            | POL  | Zenon Sokol |

## Vrouwen
| Rank | Land        | Tijd     |
| ---- | ----------- | -------- |
| 1    | Zuid-Afrika | 2:44.340 |
| 2    | Nederland   | 3:01.039 |
| 3    | Australië   | 3:20.726 |

| Rank | Land        | Tijd     |
| ---- | ----------- | -------- |
| 1    | Nederland   | 4:44.580 |
| 2    | Polen       | 5:10.578 |
| 3    | Zuid-Afrika | 5:18.677 |

### 3x25 m  Wisselslag
| Klasse | Snelste tijd | land | Goud            | land | Zilver                | land | Brons           |
| ------ | ------------ | ---- | --------------- | ---- | --------------------- | ---- | --------------- |
| 2      | 1:34.8       | RSA  | Schyff          | AUS  | Pam Foley             | JAM  | Mullings        |
| 3      | 1:28.0       | JAM  | Nella McPherson | NED  | Nettie van der Krieke | GBR  | Dukelow         |
| 4      | 1:23.0       | SWE  | M. Tufuesson    | NOR  | Bente Gronli          | AUS  | Pauline English |

### 3x50 m  Wisselslag
| Klasse | Snelste tijd | land | Goud                  | land | Zilver          | land | Brons            |
| ------ | ------------ | ---- | --------------------- | ---- | --------------- | ---- | ---------------- |
| 5      | 2:21.185     | NED  | Marijke Ruiter        | POL  | Grazyna Haffke  | NED  | Mary Kuivenhoven |
| 6      | 2:18.038     | NED  | Ingrid van der Benden | POL  | Barbara Kopycka | RSA  | Louw             |

### 25 m  Rugslag
| Klasse | Snelste tijd | land | Goud            | land | Zilver     | land | Brons      |
| ------ | ------------ | ---- | --------------- | ---- | ---------- | ---- | ---------- |
| 1A     | 39.8         | USA  | Karen Donaldson | FRG  | Mayerhofer | CAN  | Demerakas  |
| 1B     | 37.5         | FRA  | Tournier        | FRG  | Liebrecht  | NED  | van Opdorp |
| 2      | 29.7         | NED  | H. Hilberink    | NED  | S. Jonker  | FRG  | D. Weber   |

### 50 m  Rugslag
| Klasse | Snelste tijd | land | Goud             | land | Zilver                | land | Brons           |
| ------ | ------------ | ---- | ---------------- | ---- | --------------------- | ---- | --------------- |
| 3      | 51.966       | POL  | Anna Pogorzelska | NED  | Nettie van der Krieke | JAM  | Nella McPherson |
| 4      | 48.043       | RSA  | Le Roux          | SWE  | M. Tufuesson          | NOR  | Bente Gronli    |

### 100 m  Rugslag
| Klasse | Snelste tijd | land | Goud            | land | Zilver         | land | Brons            |
| ------ | ------------ | ---- | --------------- | ---- | -------------- | ---- | ---------------- |
| 5      | 1:24.831     | NED  | Marijke Ruiter  | POL  | Grazyna Haffke | NED  | Jeanne de Backer |
| 6      | 1:26.894     | POL  | Barbara Kopycka | JAM  | Leone Williams | SWE  | K. Wiksen        |

### 25 m  Schoolslag
| Klasse | Snelste tijd | land | Goud       | land | Zilver           | land | Brons    |
| ------ | ------------ | ---- | ---------- | ---- | ---------------- | ---- | -------- |
| 1A     | 47.0         | FRG  | Mayerhofer | RHO  | Sandra James     | ARG  | Richetti |
| 1B     | 44.2         | NED  | van Opdorp | RHO  | Eileen Robertson | IRL  | White    |
| 2      | 26.9         | RSA  | Schyff     | JAM  | Mullings         | FRG  | D. Weber |

### 50 m  Schoolslag
| Klasse | Snelste tijd | land | Goud            | land | Zilver           | land | Brons       |
| ------ | ------------ | ---- | --------------- | ---- | ---------------- | ---- | ----------- |
| 3      | 56.680       | JAM  | Nella McPherson | POL  | Anna Pogorzelska | RSA  | M. Schaefer |
| 4      | 55.827       | SWE  | M. Tufuesson    | ISR  | Ora Goldstein    | NED  | Graveland   |

### 100 m  Schoolslag
| Klasse | Snelste tijd | land | Goud                  | land | Zilver           | land | Brons     |
| ------ | ------------ | ---- | --------------------- | ---- | ---------------- | ---- | --------- |
| 5      | 1:48.816     | NED  | Marijke Ruiter        | NED  | Mary Kuivenhoven | FRA  | Galeon    |
| 6      | 1:49.289     | NED  | Ingrid van der Benden | RSA  | Louw             | SWE  | K. Wiksen |

### 25 m  Vrije Slag
| Klasse | Snelste tijd | land | Goud         | land | Zilver           | land | Brons        |
| ------ | ------------ | ---- | ------------ | ---- | ---------------- | ---- | ------------ |
| 1A     | 1:10.0       | RHO  | Sandra James |      |                  |      |              |
| 1B     | 45.6         | NED  | van Opdorp   | RHO  | Eileen Robertson | NZL  | Morgan       |
| 2      | 23.7         | RSA  | Schyff       | AUS  | Pam Foley        | USA  | Sharon Myers |

### 50 m  Vrije Slag
| Klasse | Snelste tijd | land | Goud             | land | Zilver                | land | Brons           |
| ------ | ------------ | ---- | ---------------- | ---- | --------------------- | ---- | --------------- |
| 3      | 47.632       | POL  | Anna Pogorzelska | NED  | Nettie van der Krieke | RSA  | M. Schaefer     |
| 4      | 50.369       | POL  | Alina Wojtowicz  | NOR  | Bente Gronli          | AUS  | Pauline English |

### 100 m  Schoolslag
| Klasse | Snelste tijd | land | Goud                  | land | Zilver           | land | Brons        |
| ------ | ------------ | ---- | --------------------- | ---- | ---------------- | ---- | ------------ |
| 5      | 1:28.372     | POL  | Grazyna Haffke        | NED  | Mary Kuivenhoven | ISR  | Rachel Tassa |
| 6      | 1:12.460     | NED  | Ingrid van der Benden | POL  | Barbara Kopycka  | RSA  | Louw         |

Atletiek · Basketbal · Boogschieten · Dartchery · Gewichtheffen · Koersbal · Schermen · Snooker · Tafeltennis · Zwemmen
Rome 1960 ·
Tokio 1964 ·
Tel Aviv 1968 ·
Heidelberg 1972 ·
Toronto 1976 ·
Arnhem 1980 ·
New York & Stoke Mandeville 1984 ·
Seoel 1988 ·
Barcelona 1992 ·
Atlanta 1996 ·
Sydney 2000 ·
Athene 2004 ·
Peking 2008 ·
Londen 2012 ·
Rio de Janeiro 2016 ·
Tokio 2020 ·
Parijs 2024 ·
Los Angeles 2028